# V-Cube 6

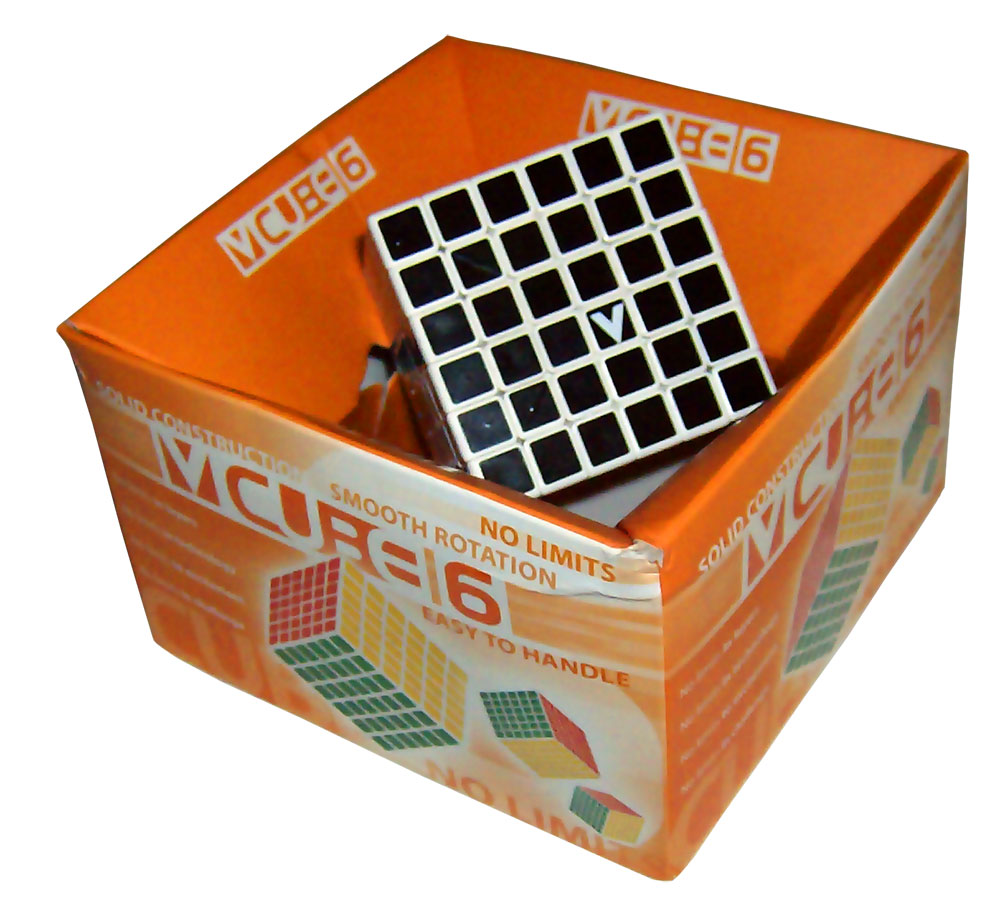
V-Cube 6 dans sa boîte.

Le V-Cube 6 est la version 6×6×6 du Rubik's Cube. Contrairement au puzzle original (mais comme le Rubik's Revenge), il ne possède pas de cube fixe : les cubes du centre (16 par face) sont libres de se déplacer dans différentes positions. Il a été inventé par Panagiotis Verdes et est produit par sa compagnie Verdes Innovations SA.
Les méthodes pour résoudre le cube 3×3×3 fonctionnent pour les arêtes et les coins du cube 6×6×6. Le cube fait 69 mm et sa masse est de 316 grammes. 

## Mécanique

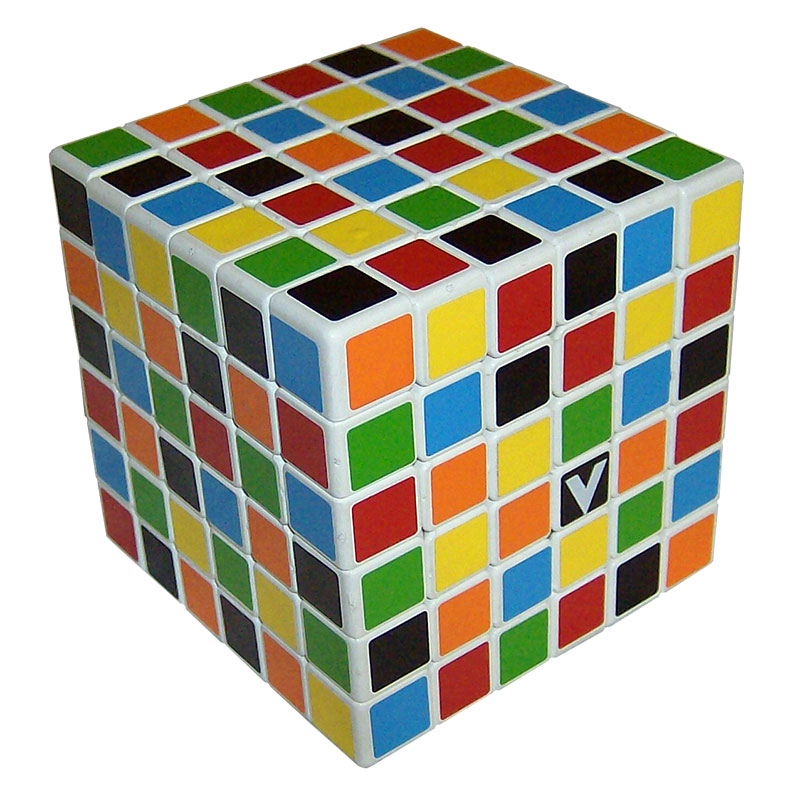
V-Cube 6 mélangé.

Le puzzle est composé de 152 cubes miniatures ("cubies") à sa surface. Il y a également 60 pièces entièrement mobiles cachées à l'intérieur du cube, ainsi que six pièces fixes attachées à la charpente centrale. Le puzzle utilise le même mécanisme que le V-Cube 7, sauf que sur ce dernier les morceaux cachés sont visibles. Toutefois, les 16 cubes du centre de chaque sont une façade carrée simplement accrochée au mécanisme interne caché. C'est le changement principal par rapport au cube 3×3×3, parce que les pièces du centre peuvent se déplacer les unes par rapport aux autres, contrairement au centre fixe sur l'original.

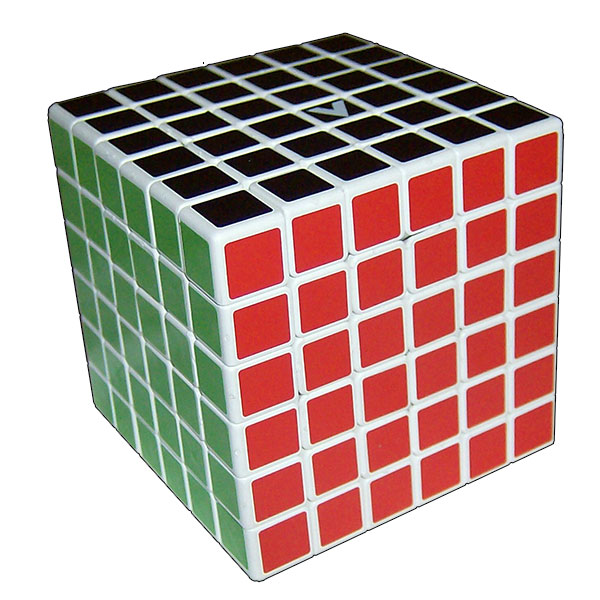
V-Cube 6 résolu.

Il y a 48 pièces d'arête montrant deux couleurs chacune, et huit pièces de coin montrant trois couleurs. Chaque pièce (ou carré de pièce de bord) montre une combinaison de couleur unique, mais toutes les combinaisons ne sont pas présentes (par exemple, il n'y a pas d'arête avec un côté noir et jaune, puisque noir et jaune sont sur des faces opposées du cube résolu). La position de ces cubes relativement à un autre peut être modifiée en tournant les couronnes extérieures du cube de 90, 180 ou 270°, mais la position relative d'une face colorée par rapport à une autre sur le cube fini ne peut être modifiée (la face jaune sera toujours opposée à la face noire), elle est définie par les pièces des bords (arêtes et coins).
Actuellement, le V-Cube 6 est produit avec du plastique blanc, avec rouge opposé à orange, bleu opposé à vert, et jaune opposé à noir. Un cube du centre de la face noire est marqué de la lettre V.
Contrairement au V-Cube 7 arrondi produit par la même compagnie, le V-Cube 6 a des faces planes. Toutefois, les pièces extérieures sont légèrement plus larges que celles du centre. Les quatre rangées du centre font environ 10 mm d'épaisseur, tandis que les deux rangées extérieures font environ 13 mm de large. Cette différence permet d'utiliser des tiges plus épaisses pour relier les coins au mécanisme interne, rendant le puzzle plus résistant.

### Permutations

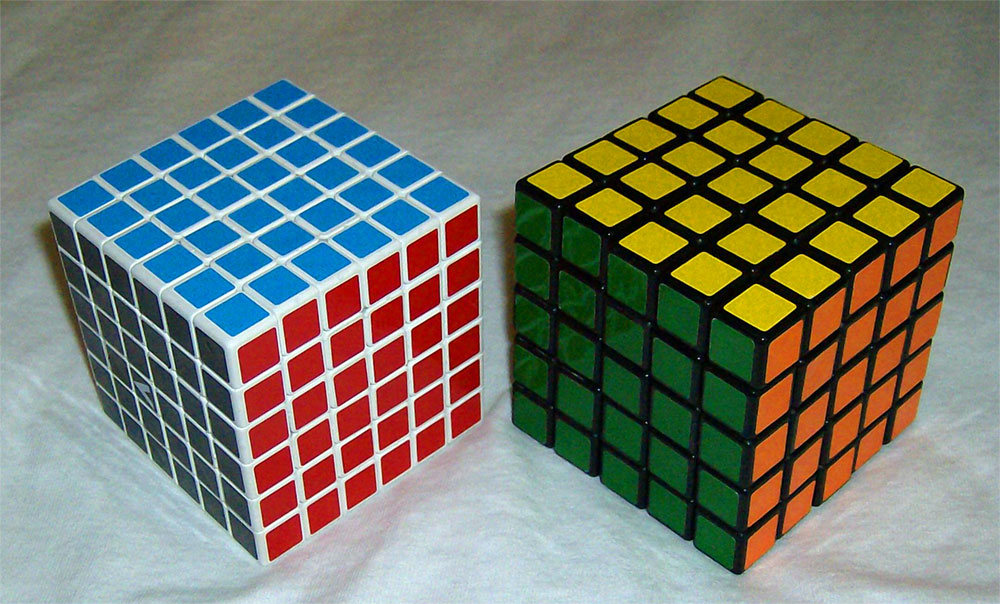
Le V-Cube 6 est à peu près de la même taille que le Professor's Cube officiel.

Il y a 8 coins, 48 arêtes et 96 centres.
Toutes les permutations des coins sont possibles. Sept coins peuvent être tournés indépendamment, et l'orientation du huitième dépend des sept autres, donnant 8!×37 combinaisons.
Il y a en tout 96 cubelets composant les centres des 6 faces. Chaque type de pièce du centre existe en 24 exemplaires (4 de chaque couleur). Ces pièces du centre peuvent être échangées avec d'autres pièces du même type de n'importe quelle autre face. Chaque jeu de pièce peut donc être arrangé de 24 différentes façons. Sachant que l'on ne peut pas distinguer deux pièces du même set ayant la même couleur, le nombre de permutations est réduit à 24!/(4!6) arrangements, tous sont possibles, indépendamment des cubelets des coins. Le facteur de réduction vient du fait que chaque set de pièces d'une même couleur peut être réarrangé de 4 façons différentes. La puissance 6 vient du nombre de couleurs. Le nombre total de permutations des centres est augmenté d'une puissance 4, 24!4/(4!24), car il y a en tout 4 types différents de pièces composant le centre. Une permutation impaire des coins implique une permutation impaire des cubelets du centre, et vice versa. Cependant, les permutations paires et impaires ne sont pas distingables à cause des cubelets de couleurs identiques.
Il y a également 48 pièces sur les bords, qui se répartissent en 24 bords internes et 24 bords externes. On ne peut pas retourner sur elle-même une pièce toute seule (car la forme interne des pièces est asymétrique). On ne peut également pas échanger un bord interne avec un bord externe. Les quatre pièces du bord composant une même arête sont distingables les unes des autres, car les couleurs sur un cubelet sont uniques. N'importe quelle permutation des cubelets d'une arête est possible, y compris les permutations impaires, soit 24! permutations pour chacun ou 24!2 au total si on ne tient pas compte de l'orientation des coins ou des centres.
Sachant que le cube n'a pas d'orientation fixée dans l'espace (aucune pièce fixe ne nous indique la couleur d'une face), et en considérant que les permutations résultant de la rotation du cube sans tourner les couches sont considérées comme identiques, le nombre de permutations est réduit par un facteur 24. Cela vient du fait qu'aucune des six couleurs ne peut être choisie de façon préférentielle comme étant une couleur de référence, chaque face peut être intégralement tournée d'un angle de 0°, 90°, 180° ou 270° pour mettre une autre couleur "devant" (à sa place initiale). Ce facteur n'apparaît pas dans le calcul des permutations des cubes impaires car ces derniers ont des centres fixes qui imposent une orientation spatiale au cube.
Ceci donne un nombre total de permutations de
{\displaystyle {\frac {8!\cdot 3^{7}\cdot 24!^{6}}{4!^{24}\cdot 24}}\approx 1.57\cdot 10^{116}}
Le nombre entier est 157 152 858 401 024 063 281 013 959 519 483 771 508 510 790 313 968 742 344 694 684 829 502 629 887 168 573 442 107 637 760 000 000 000 000 000 000 000 000.
Toutefois, une des pièces du centre de la face noire est marquée d'un V, ce qui la distingue des trois autres, et accroît le nombre de positions d'un facteur 4 à 6,29×10116, ainsi toutes les orientations de cette pièce peuvent être considérées comme correctes.

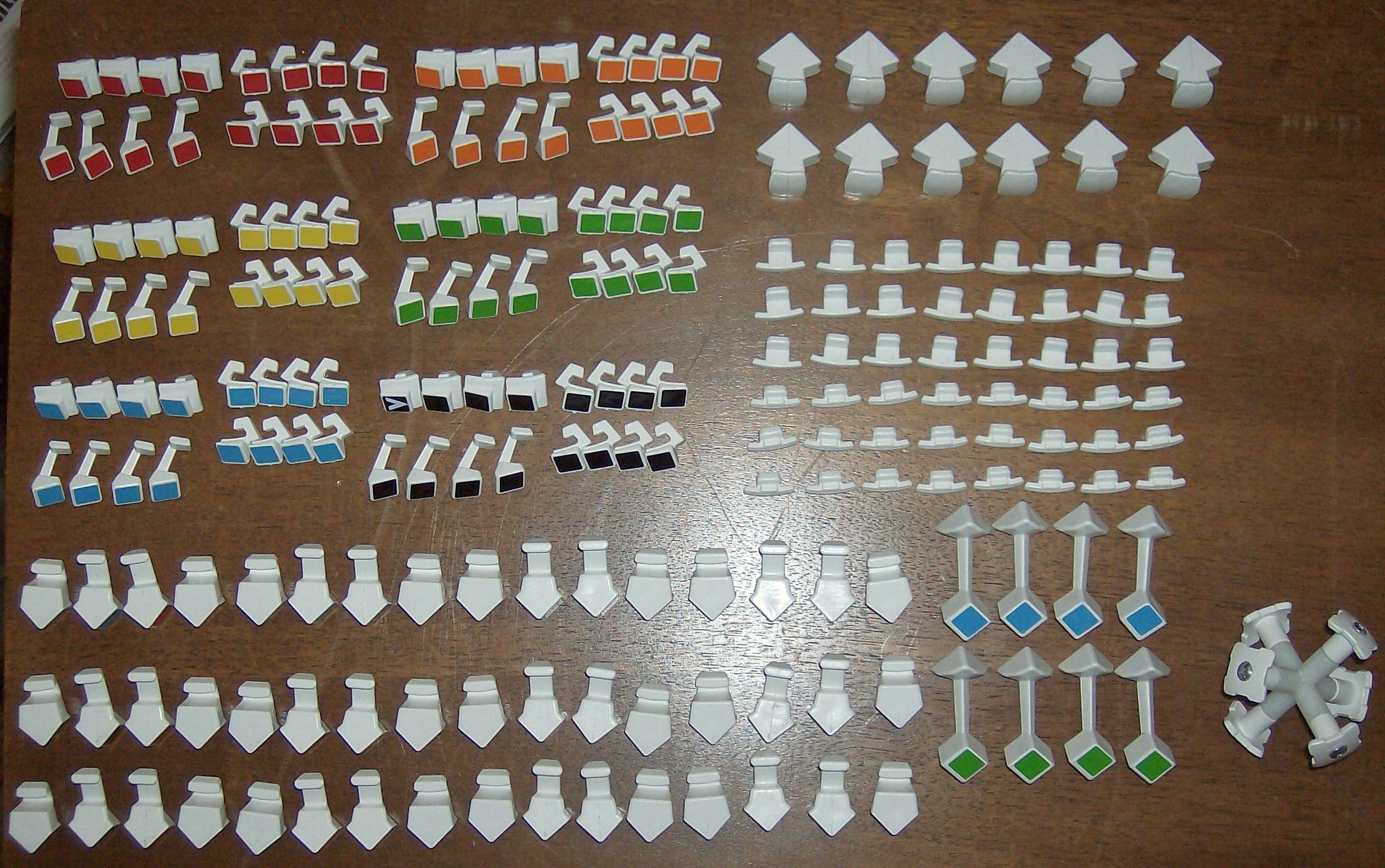
Démonté.

## Records récents
| Temps            | Compétiteur | Nationalité | Lieu                                  | Date            |
| ---------------- | ----------- | ----------- | ------------------------------------- | --------------- |
| 57 s 69          | Max Park    | États-Unis  | Burbank Big Cubes 2025                | 26 avril 2025   |
| 58 s 03          | Max Park    | États-Unis  | CubingUSA Western Championship 2024   | 3 août 2024     |
| 59 s 74          | Max Park    | États-Unis  | CubingUSA Southeast Championship 2022 | 31 juillet 2022 |
| Voir la suite ou |             |             |                                       |                 |

| Temps            | Compétiteur     | Nationalité  | Lieu                                         | Date            |
| ---------------- | --------------- | ------------ | -------------------------------------------- | --------------- |
| 1 min 5 s 66     | Max Park        | États-Unis   | CubingUSA Western Championship 2024          | 3 août 2024     |
| 1 min 5 s 88     | Max Park        | États-Unis   | Rubik's WCA North American Championship 2024 | 19 juillet 2024 |
| 1 min 6 s 46     | Seung Hyuk Nahm | Corée du Sud | Daegu Cold Winter 2024                       | 4 février 2024  |
| Voir la suite ou |                 |              |                                              |                 |

La moyenne est calculée sur 5 tentatives en enlevant à la fois le meilleur et le moins bon temps.

### Variantes
Des variantes du V-Cube 6 à deux ou trois couleurs sont également commercialisées. Leurs faces représentent les drapeaux de différents pays.